# Notizblatt des Königlichen botanischen Gartens und Museums zu Berlin
Notizblatt des Königlichen botanischen Gartens und Museums zu Berlin (abreviado Notizbl. Königl. Bot. Gart. Berlin) fue una revista ilustrada con descripciones botánicas que fue editada en Alemania. Se publicaron 6 números desde el año 1895 hasta 1915. Fue reemplazado por Notizbl. Bot. Gart. Berlin-Dahlem.